# Renault Juvaquatre

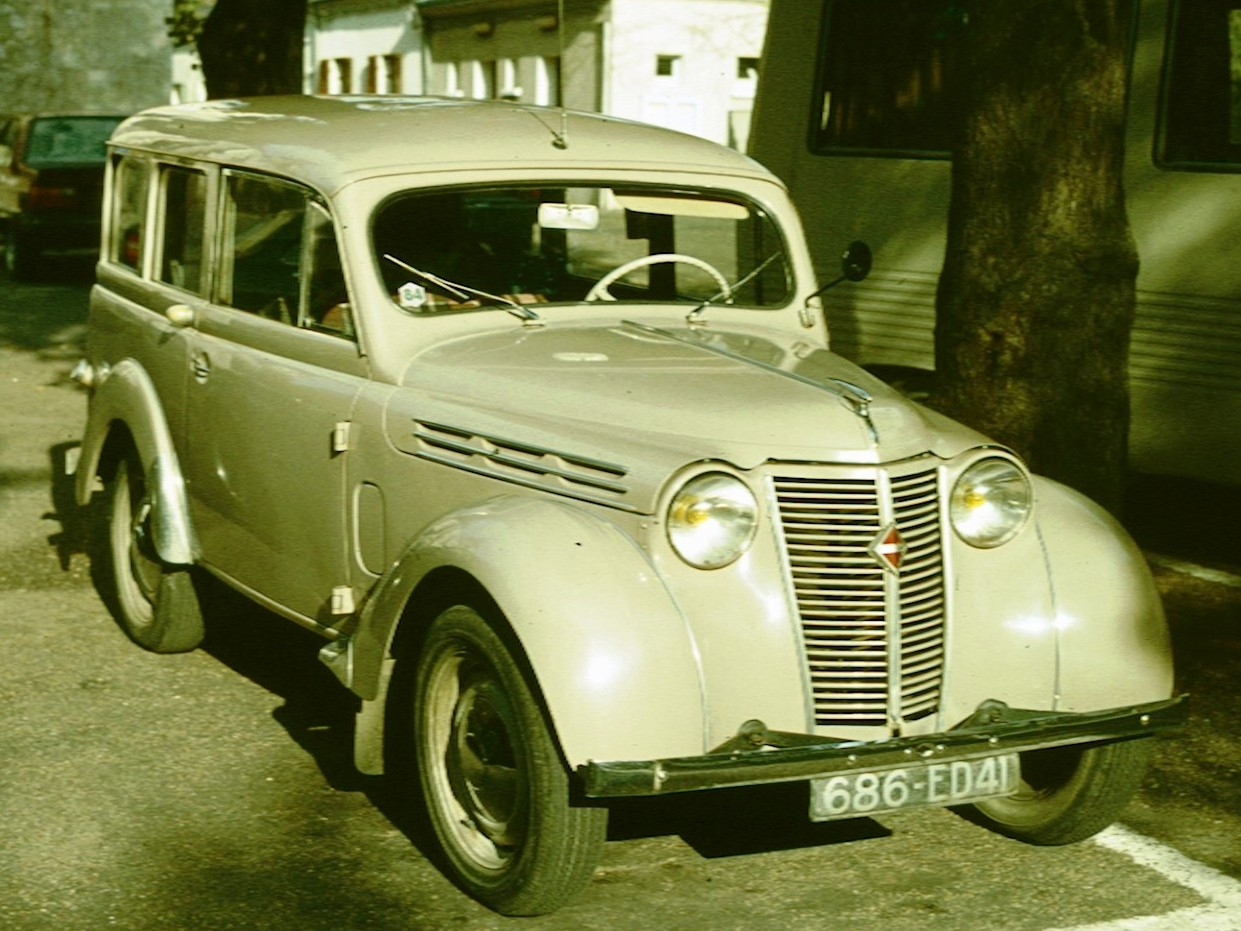
Renault Dauphinoise (Juvaquatre Break)

Renault Juvaquatre ([ʒyvakatʁ]) — автомобиль малого класса («семейный») французской фирмы Renault, выпускавшийся с 1937 по 1960 годы, хотя во время Второй мировой войны производство сильно падало и даже останавливалось. Juvaquatre в кузове седан выпускался до 1948 года, когда завод переключился на Renault 4CV. Во второй половине 1952 года производство седанов Juvaquatre возобновилось приблизительно на 5 месяцев.
В 1950 году Juvaquatre вышел в кузове универсал, и с 1956 года автомобиль в таком кузове выходил под маркой Renault Dauphinoise, поскольку заднемоторная компоновка основных моделей 4CV и Dauphine не подходила к кузову «универсал». По этой причине Juvaquatre «Dauphinoise» продержался на конвейере до старта Renault 4 в 1960.

## Замысел
Луи Рено задумал Juvaquatre в 1936 году как небольшой и доступный автомобиль в классе 6 н. л. с. , который занял бы на рынке нишу пониже, чем выпускаемые модели Primaquatre и Celtaquatre.  Таким образом компания собиралась расширить спрос за счёт людей, которые не купили бы другие модели «Рено», и привлечь новый класс потребителей с относительно невысокими заработками, появившийся за счёт деятельности «Народного фронта» (по иронии судьбы воздействовавшего на дела фирмы «Рено» отнюдь не благоприятным образом). Juvaquatre был задуман под влиянием немецкого Opel Olympia, который произвёл на Луи Рено большое впечатление во время поездки в Берлин в 1935. Соответственно, ранние прототипы Juvaquatre сильно напоминали Olympia.

## Запуск
Juvaquatre был представлен на Парижской автомобильной выставке 1937 года, в день открытия которой фотографы запечатлели Рено, демонстрирующего Juvaquatre Президенту Республики Лебрену. Появление на выставке было частью планов по запуску модели в производство на следующий год. Первый прототип «Juvaquatre AEB1», получил сертификат в феврале 1937 года. Спустя 4 месяца Луи Рено приказал изготовить по крайней мере 20 предсерийных образцов «Juvaquatre AEB2», большинство из них отправили главным дилерам «Рено», которые должны были выставить их на суд техников и покупателей. На основании полученных отзывов на заводе в Бийанкуре в конструкцию были внесены необходимые изменения, чтобы модель пошла в серию в апреле 1938 года.
Для рекламы модели в самом конце марта 1938 была организована непрерывная гонка на выносливость на треке «Монлери» близ Парижа, в течение которой четверо водителей, сменяясь, должны были «намотать» 5391 км (3350 миль) за 50 часов со средней скоростью около 109 км/ч (68 миль/ч).

## Конструкция

### Кузова
Вначале все Juvaquatres выходили в виде двухдверных купе и седанов («coach»). Стальной кузов, приваренный к шасси-платформе, образовывал оболочку-монокок. Вместо привычного расположения на крыльях, фары были утоплены в кузов, определённо под влиянием Opel Olympia, хотя сама эта идея не принадлежала фирме «Опель», а была реализована ещё в 1934 году в американском Hupmobile Type 518.

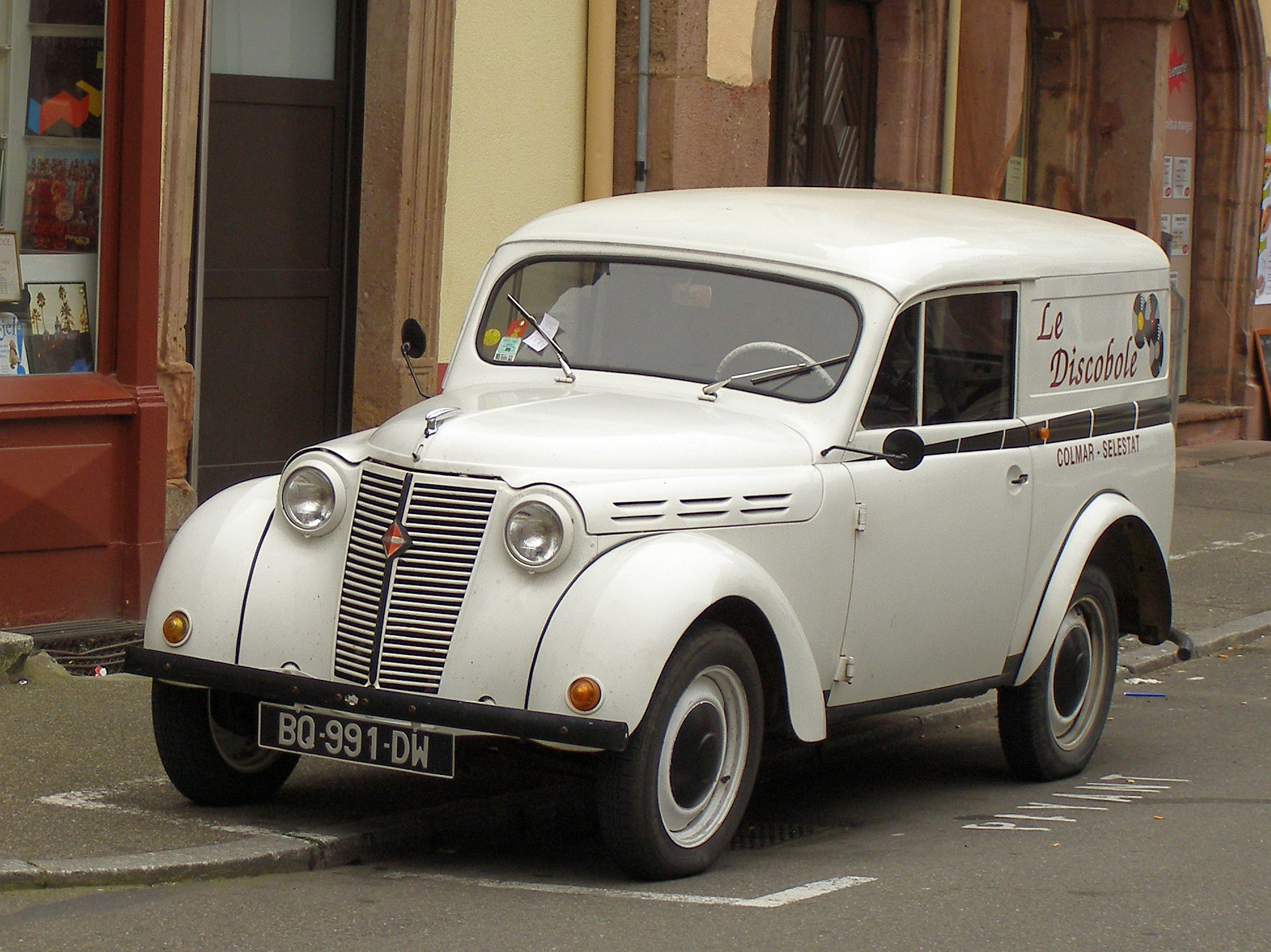
Renault Juvaquatre двухдверный фургон

Коммерческий фургон Juvaquatre «camionette», закупаемый, главным образом, для нужд Почты, был разработан вскоре после седана. При возвращении фургона на конвейер в 1948 году, обозначение «camionette» было заменено на «fourgonette».
Спрос на четырёхдверные модели, который уже стремились удовлетворить конкуренты Renault — Peugeot и Simca, вызвал к жизни 4-дверный Juvaquatre (во франкоязычных обозначениях «berline») с апреля 1939 года.
Порядка 80 двухместных купе было построено между 1939 и 1946 годами, большинство их — до войны, в 1939—40 годах. Может быть, после войны производство купе намеревались возобновить, но инструментальные цеха так и не получили приказа изготовить штампы для соответствующих кузовных деталей, без чего массовое производство невозможно. Согласно одному источнику, в декабре 1945 — январе 1946 было построено 30 купе, другие пишут, что выпуск купе не возобновлялся вовсе. Тем не менее, одно купе Juvaquatre появилось на Брюссельской автовыставке в январе 1948, где вносило разнообразие в экспозицию «Рено». Возможно, в то время на планах выпуска купе ещё не поставили крест.
Универсал на основе фургона, изначально под маркой «Renault Break 300 Kg» вышел лишь в 1950 году и продержался на конвейере десять лет, с 1956 под маркой «Renault Dauphinoise», хотя производство седана Juvaquatre было свёрнуто в пользу 4CV и Dauphine. Это связано с тем, что заднемоторные  4CV и Dauphine были малопригодны к переделке в универсалы и фургоны.
Кроме перечисленных, существовал также выпущенный серией в 300 экземпляров бескапотный грузовик Tacot (первый автомобиль собран на заводе Aerazur в январе-апреле 1947 года, на последующих устанавливались кузова производства Driguet).
Однообъёмный Taxi Escoffier был выпущен в количестве 10 штук в 1947-49 гг.

#### Номенклатура кузовов
- Четырёхдверный седан («berline»): AEB3, BFK2, BFK3, BFK4, (1939-1948 и 1951 год)
- Двухдверный седан («coach»): AEB1, AEB2, BFK1
- Купе: AEB2, BFK1, BFK2, BFK3, BFK4
- Универсал («break»): AHG2, R1080, R2100, R2101
- camionnette: 250 kg  AGZ1, AHG1
- fourgonnette: 300 kg AHG2, R2100, R2101
- Dauphinoise: R2101

### Двигатель
В 1937 Juvaquatre вышел (и продолжал выпускаться до середины 1950-х) с четырёхцилиндровым нижнеклапанным двигателем водяного охлаждения с ходом поршня 95 мм, аналогичным двигателю Renault Celtaquatre 1934 года. На Juvaquatre диаметр цилиндра составлял 58 мм, рабочий объём — 1003 см3, максимальная мощность 23 л. с. (17 кВт).  Рынок заставил Juvaquatre в течение более чем десятка лет соперничать с Peugeot 202, изначально оснащённым более современным (и более мощным) верхнеклапанным двигателем с нижним распредвалом, коромыслами и толкающими штангами (тип OHV).
Во время войны из-за дефицита топлива некоторое количество автомобилей, несмотря на их небольшие габариты, было переделано под газогенератор, работающий на древесном угле (36 фургонов), а не менее 31 фургона, 4 четырёхдверных седанов и 7 купе — под газобаллонное оборудование системы Монбард с бытовым газом (16 баллонов общим весом до 300 кг плюс 10 литров бензина).
В период 1940—42 годов на примерно 20 машинах устанавливался электродвигатель типа BFKE (3 н. л. с.); 48-вольтовые аккумуляторы весом около 350 кг размещались в багажнике и частично в салоне. Согласно протоколу испытаний от 10 декабря 1940 года, при работающем на 1500 об/мин двигателе автомобиль развивал на первой передаче 10 км/ч, а на второй и третьей — 23 и 35 км/ч, соответственно. Ёмкость аккумуляторов 196 А•ч, время работы 5 ч.
Старомодный нижнеклапанный мотор получил отставку лишь в 1952 году, когда из всех модификаций Juvaquatre остался только универсал Break, получивший агрегат объёмом 747 см3 Renault 4CV. Верхнеклапанный мотор был чуть слабее своего предшественника, но Juvaquatre Break покупали не ради высоких характеристик, а за низкую цену и выносливость. Вдобавок, с новым двигателем автомобиль спустился в более низкую налоговую категорию 4CV. В 1956 году автомобиль «подпрыгнул» в категорию 5CV за счёт увеличения диаметра цилиндров, аналогично Renault Dauphine. Одновременно связь с брендом Dauphine усилили переименованием Juvaquatre Break в Renault Dauphinoise. Объём этого двигателя — 845 см3, максимальная мощность — до 26 л. с. (19 кВт) (SAE).

### Ходовая часть, трансмиссия, тормоза
Коробка передач — обычная для того времени механическая трёхступенчатая с синхронизаторами на второй и третьей ступенях.
Передняя подвеска — независимая. Таким образом, из «большой тройки» французских автомобилестроителей «Рено» внедрил независимую переднюю подвеску последним, в 1937 году. «Пежо» отстаивает свой мировой приоритет на независимую переднюю подвеску в массовом производстве, внедрённую при модификации «Peugeot 201» 1931 года, «Ситроен» последовал в 1934-м. Конструкцию передней подвески Juvaquatre разрабатывали так, чтобы минимизировать риски потери управляемости при износе элементов подвески. С каждой стороны лишь три шарнира, а нижнюю сторону параллелограмма образует половина поперечно закреплённой листовой рессоры.
Задняя подвеска — классическая, цельный задний мост на поперечных листовых рессорах. Привод барабанных тормозных механизмов первоначально — механический, с 1939 года гидравлический «Lockheed».

## На рынке

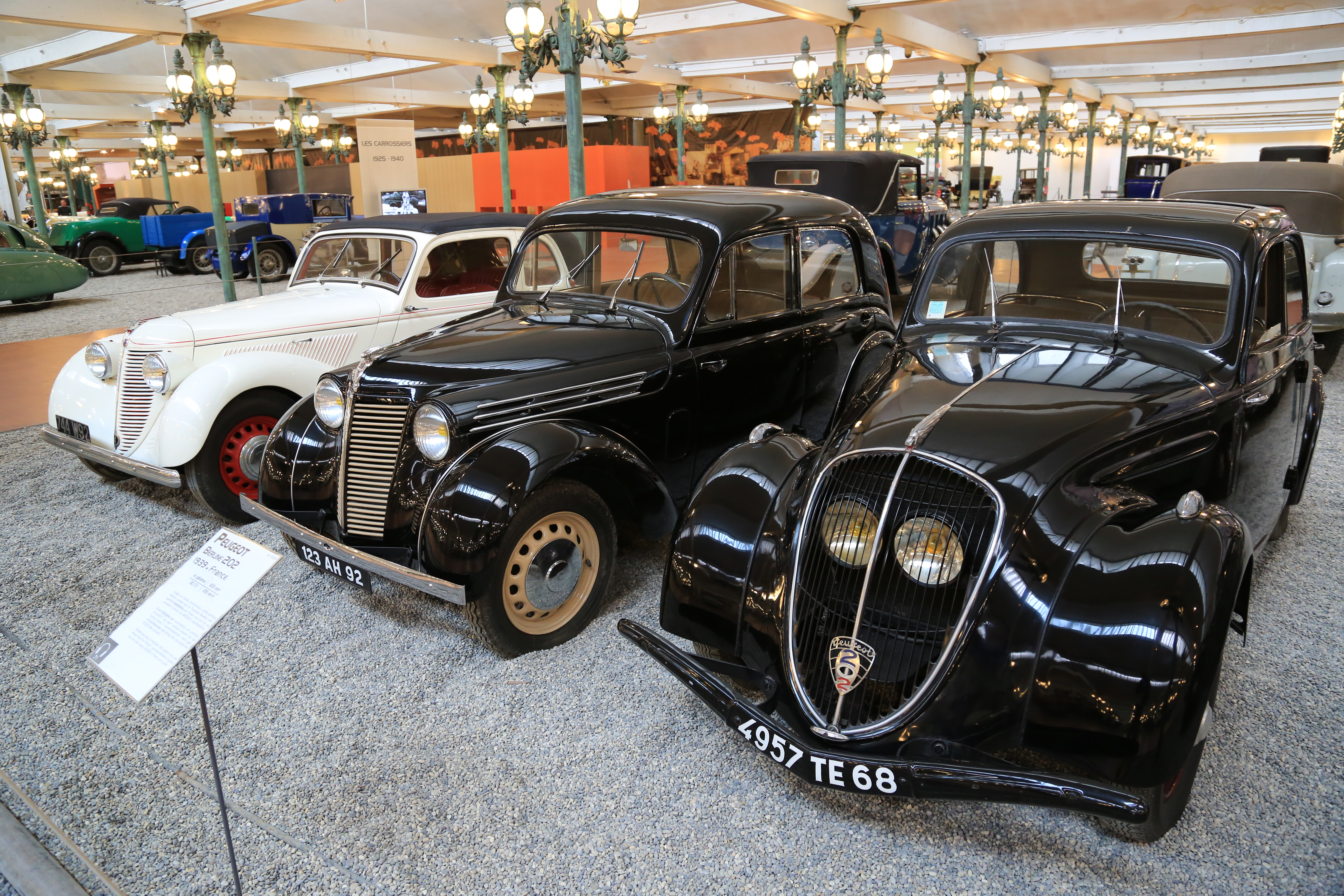
Renault Juvaquatre в автомузее Мюлуза между Amilcar Compound и Peugeot 202.

В конце 1930-х французский автомобильный рынок захватывали «семейные» автомобили малого класса в сегменте 6 н. л. с. с кузовами в модном на тот момент «обтекаемом» стиле. Juvaquatre был одним из трёх главных игроков на этом рынке, а из-за войны и оккупации удержался до конца 1940-х. Модель расположилась в самом низу своего сегмента благодаря нижнеклапанному двигателю и широко разрекламированной на Парижской автовыставке 1937 года начальной цене на двухдверный седан всего лишь в 16 500 франков. «Пежо 202» на той выставке не был, но поступил в продажу в 1938 году за 21 300 франков при четырёхдверном кузове и более современном двигателе. «Simca 8» (по сути Fiat французской сборки) на той же выставке была представлена с гидравлическими тормозами и четырёхступенной коробкой передач по цене 23 900 франков за четырёхдверный седан. На полкласса выше (7 н. л. с.) был переднеприводной «Amilcar Compound», предлагаемый по демпинговой цене 21 700 франков за двухдверную комплектацию с независимой передней подвеской. Несмотря на нижнеклапанный двигатель, Amilcar был с технической стороны более «продвинутой» моделью, нежели его конкуренты из «большой тройки», но, к сожалению, уже в 1937 году фирма была выкуплена, а в 1940 г. исчезла и торговая марка.
Десять лет спустя, после периода инфляции, абсолютные цены изменились, но относительное положение моделей на рынке осталось прежним. На выставке 1947 года Juvaquatre, в теперь уже стандартной комплектации независимой передней подвеской и четырёхдверным кузовом рекламировался за  260 000 франков, «Пежо 202» в металлической съёмной крышей — 303 600 франков, а «Simca 8» — за 330 000 франков.

## Военные годы

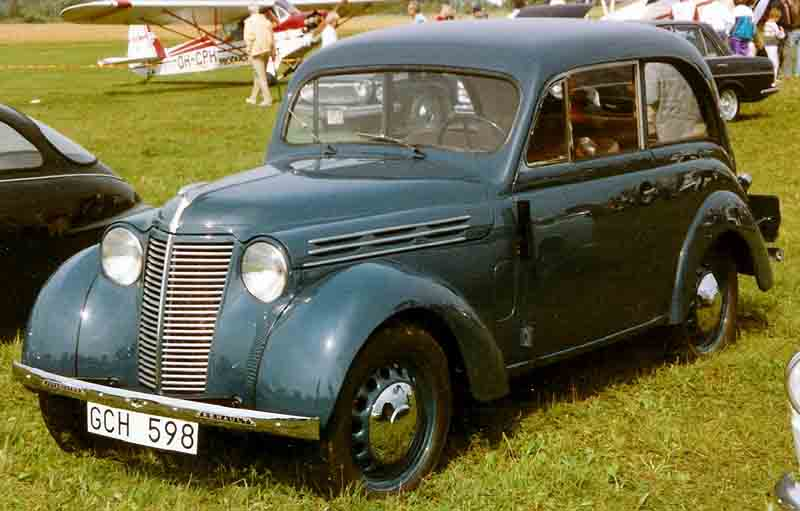
Renault Juvaquatre (1939)

Производство Juvaquatre заметно упало по мере развития Второй мировой войны, но по сравнению с другими европейскими марками, оставалось высоким, потому что те заводы переключились практически полностью на выпуск военной продукции. После оккупации Франции нацистами выпуск Juvaquatre упал до нескольких сотен в 1941 году. Чрезвычайно малыми сериями производство продолжилось в 1942 году, а в 1943, 44 и 45 гг. собирали лишь единичные экземпляры для французского правительства или оккупационной администрации.

## После войны

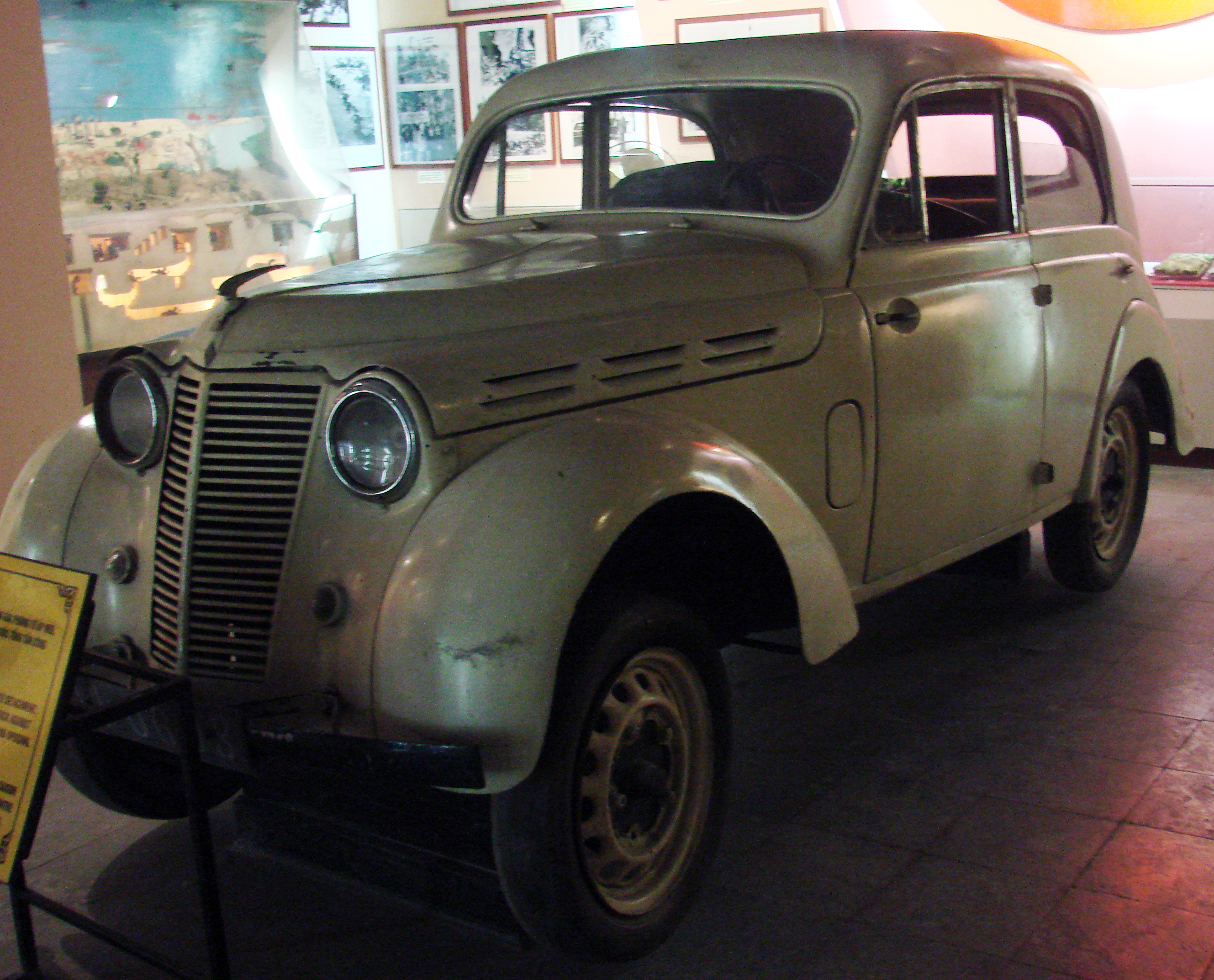
Четырёхдверный Juvaquatre, использовавшийся во время Тетское наступление

Выпуск Juvaquatre возобновился в 1946 году, когда «Рено» перешёл в собственность государства. Двухдверных седанов больше не производили, остались только четырёхдверные модификации, чрезвычайно мало отличающиеся от кузова «berline» 1939 года, кроме появившейся крышки багажника, позволявшей не перетаскивать багаж через два ряда сидений. Послевоенные Juvaquatre из-за острых экономических трудностей почти все предназначались на экспорт.
На заводе «Рено» в Бийанкуре начались работы по переоснащению конвейера под 4CV, который должен был стать новой и самой массовой моделью, поэтому производство Juvaquatre свернули к концу 1948 года. Небольшое количество седанов выпустили в 1951 году на новом заводе «Flins», где Juvaquatre стал таким образом первенцем, но к ноябрю 1951 Juvaquatre в кузове седан ушёл в историю.
Модель «Break Juva 4» — кузов универсал — удерживалась на конвейере с 1950 до 1953 года с довоенным нижнеклапанным мотором 1003 см3, хотя и дополненным воздушным фильтром. С 1956 года в старый кузов ставили более современный двигатель от Renault Dauphine, из чего получилась новая модель Renault Dauphinoise. В отсутствие конкурентов, она не так уж плохо продавалась, в 1958 году собрали 13 262 машин, в 1959 — 9489. Производство Dauphinoise прекратилось в 1960 году, за несколько месяцев до выпуска его преемника — Renault 4.

## Типы автомобилей и их характеристики
| Модель | Заводской индекс | Тип кузова                              | Двигатель  | Рабочий объём, см3 | Мощность н.л.с. (CV) / об./мин | Тормозной привод | Вес пустого (кг) | Максимальная скорость | Расход топлива (л/100 км) | Годы выпуска                                     | Выпущено, шт. |
| Предсерийные |                  |                                         |            |                    |                                |                  |                  |                       |                           |                                                  |               |
| Juvaquatre | AEB1             | Двухдверный седан (coach)               | Type 488   | 1003               | 23/3500                        | тросовый         | 750              | 100                   | 7                         | 06/1937-07/1937                                  | 12            |
| Модели для европейских рынков |                  |                                         |            |                    |                                |                  |                  |                       |                           |                                                  |               |
| Juvaquatre (6CV) | AEB2             | Двухдверный седан                       | Type 488   | 1003               | 23/3500                        | тросовый         | 760              | 100                   | 7                         | 09/1937-10/1937 (предсерийные) и 03/1938-01/1940 | 22.098        |
| Juvaquatre (6CV) | AEB2             | Купе                                    | Type 488   | 1003               | 23/3500                        | тросовый         | 750              | 100                   | 7                         | 03/1939-12/1939                                  | 30            |
| Juvaquatre (6CV) | AEB2             | C откидывающимся верхом                 | Type 488   | 1003               | 23/3500                        | тросовый         | 760              | 100                   | 7                         | 1938-39                                          | 5001          |
| Juvaquatre (6CV) | AEB3             | Четырёхдверный седан                    | Type 488   | 1003               | 23/3500                        | тросовый         | 760              | 100                   | 7                         | 04/1939-12/1939                                  | 4.751         |
| Juvaquatre (6CV) | AEB3             | C откидывающимся верхом                 | Type 488   | 1003               | 23/3500                        | тросовый         | 760              | 100                   | 7                         | 1939                                             | 4.751         |
| Juvaquatre (6CV) | BFK1             | Двухдверный седан и купе                | Type 488   | 1003               | 23/3500                        | гидравлический   | 750              | 100                   | 7                         | 1939-44                                          | 54            |
| Juvaquatre (6CV) | BFK2             | Четырёхдверный седан и купе             | Type 488   | 1003               | 23/3500                        | гидравлический   | 760              | 100                   | 7                         | 1939-43                                          | 1.248         |
| Juvaquatre (6CV) | BFK32            | Четырёхдверный седан и купе             | Type 488   | 1003               | 23/3500                        | гидравлический   | 760              | 100                   | 7                         | 04/1940-05/1940                                  | 4             |
| Juvaquatre (6CV) | BFK4             | Четырёхдверный седан                    | Type 488   | 1003               | 23/3500                        | гидравлический   | 760              | 100                   | 7                         | 01/1946-11/1948                                  | 36.5973       |
| Juvaquatre (6CV) | BFK4             | Четырёхдверный седан                    | Type 488   | 1003               | 23/3500                        | гидравлический   | 760              | 100                   | 7                         | 07/1951-11/1951                                  | 60            |
| Juvaquatre (6CV) | BFK4             | Купе                                    | Type 488   | 1003               | 23/3500                        | гидравлический   | 750              | 100                   | 7                         | 12/1945-01/1946                                  | 13            |
| Juvaquatre Fourgonnette 250 kg | AGZ1             | фургон                                  | Type 488   | 1003               | 23/3500                        | тросовый         | 895              | 81                    | 7.5                       | 09/1938-11/1939                                  | 2.035         |
| Juvaquatre Fourgonnette 300 kg | AHG1             | фургон                                  | Type 488   | 1003               | 23/3500                        | гидравлический   | 895              | 81                    | 7.5                       | 01/1940-06/1943                                  | 397           |
| Juvaquatre Fourgonnette 300 kg | AHG2             | фургон                                  | Type 488   | 1003               | 23/3500                        | гидравлический   | 895              | 81                    | 7.5                       | 11/1945-07/1949                                  | 98.597        |
| Juvaquatre Break (6CV) | AHG2             | универсал                               | Type 488   | 1003               | 23/3500                        | гидравлический   | 945              | 81                    | 7.5                       | 03/1949-07/1949                                  | 98.597        |
| Juvaquatre Break (6CV) | R1080            | универсал                               | Type 488   | 1003               | 23/3500                        | гидравлический   | 945              | 81                    | 7.5                       | 08/1949-10/1953                                  | 98.597        |
| Juvaquatre (4CV) | R2100            | универсал                               | Type 662-3 | 747                | 21/4100                        | гидравлический   | 945              | 81                    | 7.5                       | 02/1953-02/1956                                  | 12.153        |
| Juvaquatre (4CV) | R2100            | фургон                                  | Type 662-3 | 747                | 21/4100                        | гидравлический   | 895              | 81                    | 7.5                       | 02/1953-02/1956                                  | 20.4484       |
| Dauphinoise (5CV) | R2101            | универсал                               | Type 670-2 | 845                | 24/4000                        | гидравлический   | 945              | 81                    | 7.5                       | 02/1956-03/1960                                  | 21.045        |
| Dauphinoise (5CV) | R2101            | фургон                                  | Type 670-2 | 845                | 24/4000                        | гидравлический   | 895              | 81                    | 7.5                       | 02/1956-03/1960                                  | 30.9595       |
| Модели для восточных рынков (в т.ч. мелкоузловой сборки)6 |                  |                                         |            |                    |                                |                  |                  |                       |                           |                                                  |               |
| Eight7 | BFD1             | Двухдверный седан                       | Type 488   | 1003               | 23/3500                        | тросовый         | 750              | 100                   | 7                         | 09/1938-06/1939                                  | 1.237         |
| Eight7 | BFD2             | Четырёхдверный седан                    | Type 488   | 1003               | 23/3500                        | тросовый         | 760              | 100                   | 7                         | 1939                                             | 3             |
| Nine8 | BFJ1             | Четырёхдверный седан, кабриолет и пикап | Type 488   | 1003               | 23/3500                        | тросовый         | 760              | 100                   | 7                         | 1939-41                                          | 53            |
| Модификации6 |                  |                                         |            |                    |                                |                  |                  |                       |                           |                                                  |               |
| Taxi Escoffier | AJD              | Однообъёмный                            | Type 488   | 1003               | 23/3500                        | гидравлический   | -                | -                     | -                         | 03/1947-02/1949                                  | 10            |
| Tacot | 212E1            | грузовой                                | Type 488   | 1003               | 23/3500                        | гидравлический   | 1.572            | -                     | -                         | 12/1946-05/1948                                  | 300           |
| Примечания: 1В некоторых источниках 631 экземпляр, из которых 297 - кузова Pourtout, а 334 - неуказанных производителей. 2Исполнение Grand Luxe: 4 произведённых машины также неофициально именовались Juvastella 3Из них 21 экземпляр был переделан в модель с откидывающимся верхом, впоследствии проданы в Бельгии и Швейцарии 4Из них 9901 в исполнении Service 5Из них 20560 в исполнении Service 6Включая некоторое количество моделей BFK4, AHG2, R1080, R2100 и R2101, выпускавшихся с правым рулём, реализация которых возможно предполагалась в странах, где этого требуют местные законы 7Для Великобритании 8Для рынков Океании |                  |                                         |            |                    |                                |                  |                  |                       |                           |                                                  |               |

## Галерея

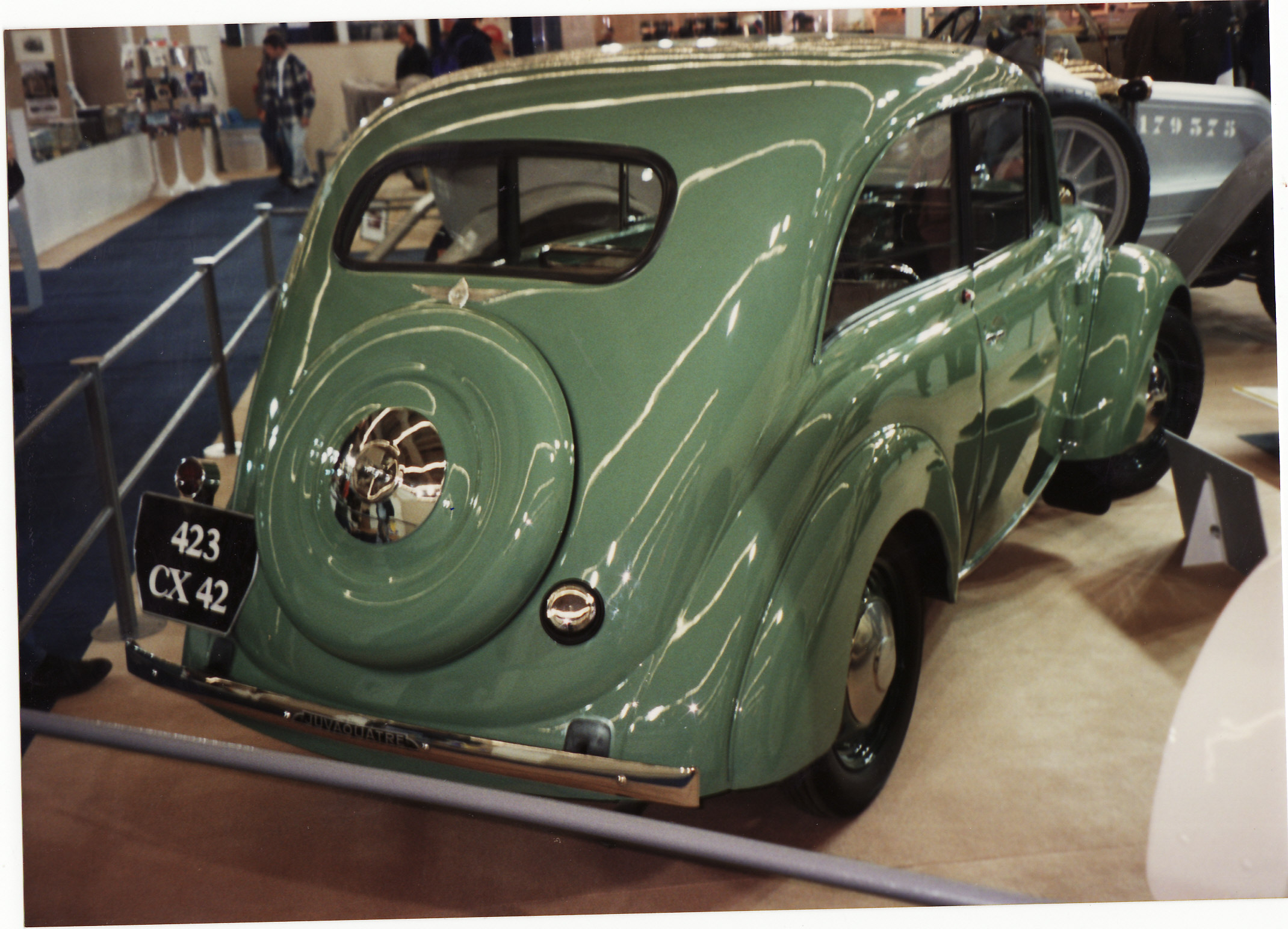
Кузов старого типа, вид сзади
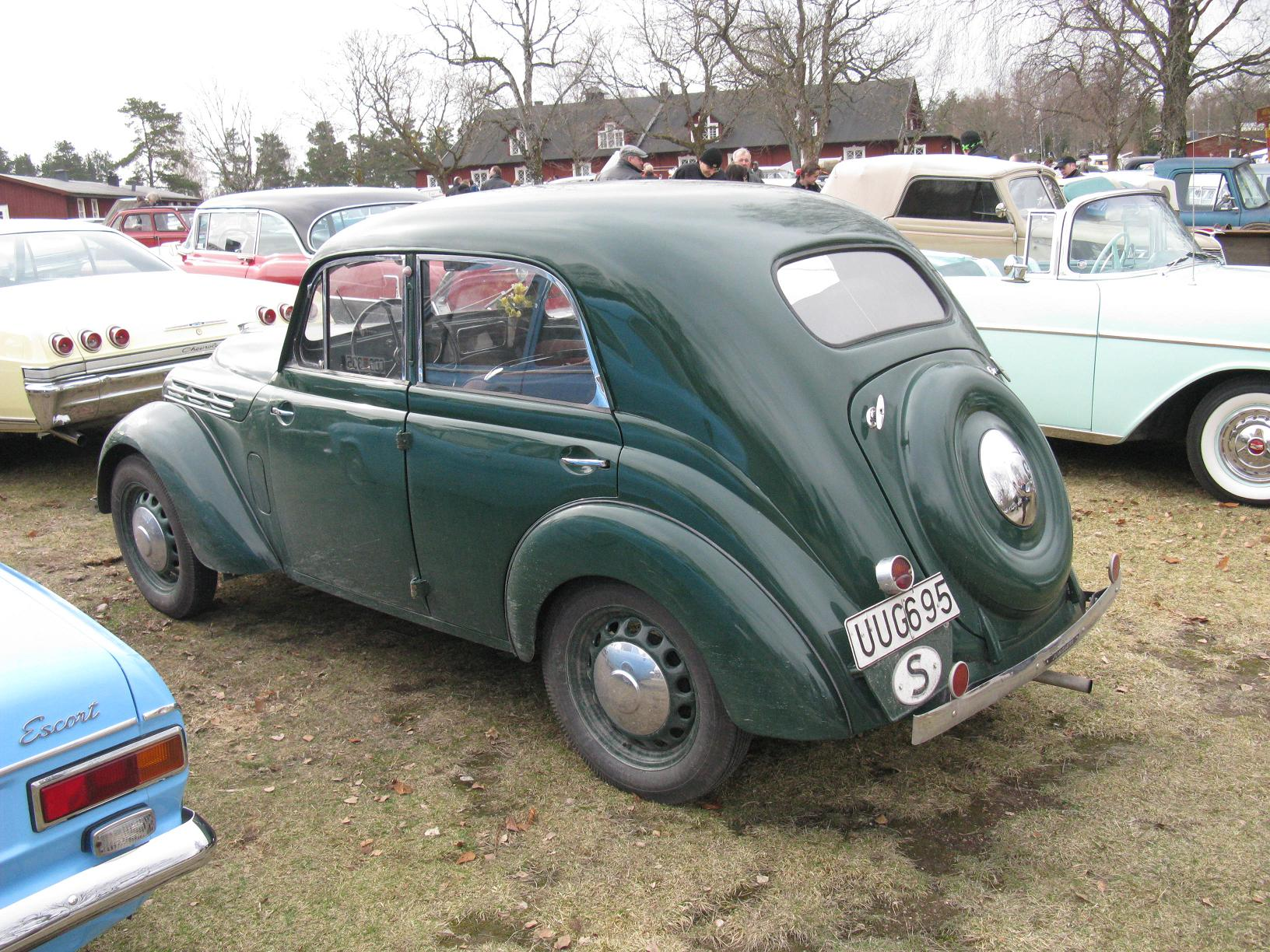
Кузов BFK4 с крышкой багажника
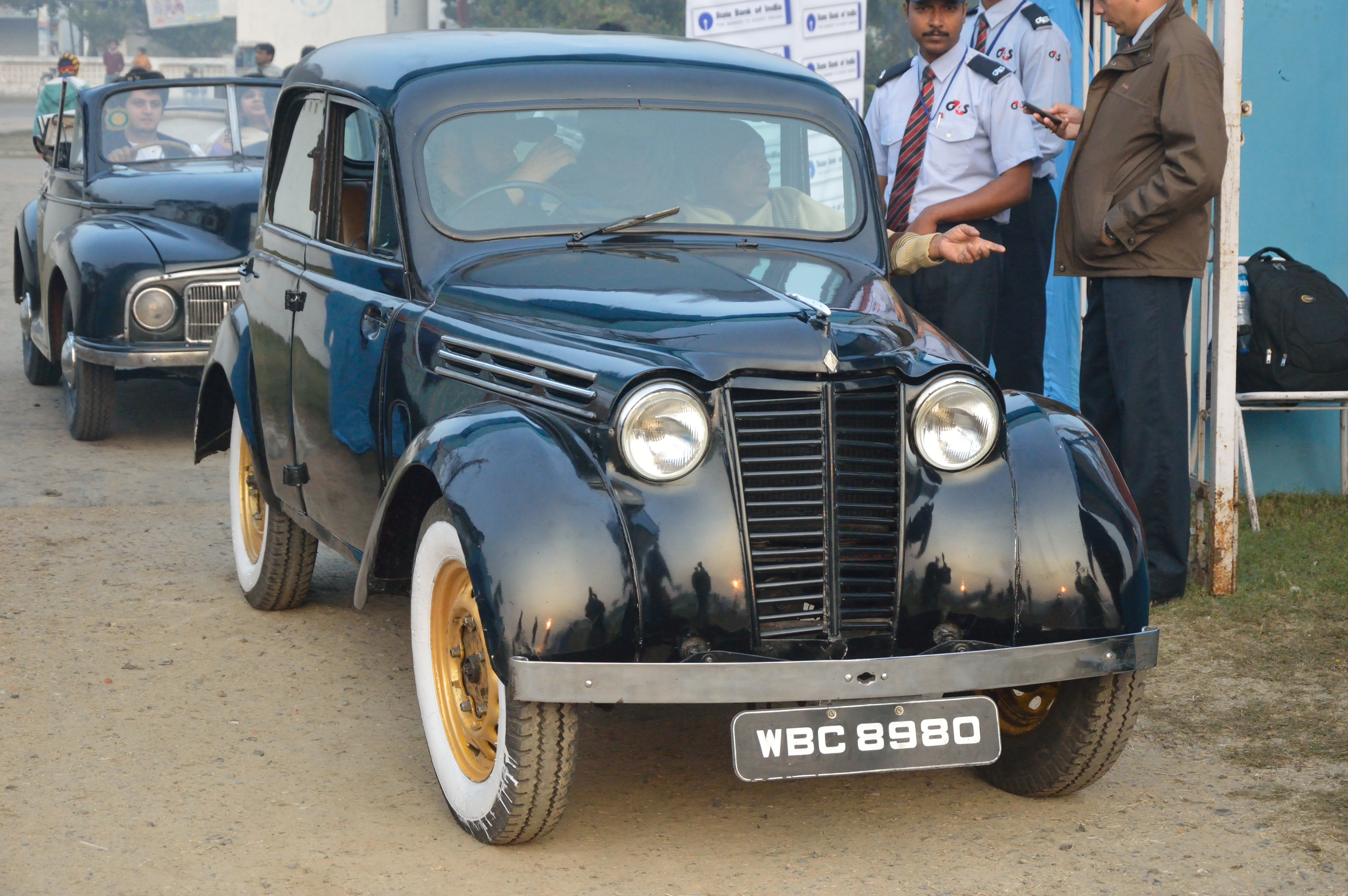
Экспортный вариант с правым рулём

## Автомобиль в массовой культуре

### В кинематографе
Начиная с 1939 года (лента Эрнста Любича «Ниночка»), Renault Juvaquatre появлялся во многих французских и иностранных кинофильмах различных жанров, преимущественно в эпизодах. Наиболее известны экранизация комикса «Биби Фрикотен», фильм «Уикенд на берегу океана», комедия Жюльена Дювивье «Человек в непромокаемом плаще» и телесериал 2006—2017 годов «Комиссар Лавиолетт».

### В сувенирной и игровой индустрии
Известны модели Renault Juvaquatre, выпускаемые следующими фирмами:
- ACMA Renault Juva Taxi Type 205E2 puis Type AJD 1:43
- Eligor 1014 Renault Juvaquatre Berline, 1:43
- Eligor Juvaquatre Break в нескольких различных вариантах исполнения, 1:43
- IXO/Altaya Renault Juvaquatre Dauphinoise 1:43
- Norev 7711575916 Juvaquatre Break 1:43
- Norev 185261 Juvaquatre Fourgonnette 1953 Parfums Revillon 1/18
- Tacot SO43 Renault Juvaquatre Gendarmerie 1:18